# Serge Lebrail
 (mai 2024).
Simone Gaffié, dite Serge Lebrail, est une parolière et écrivain française née le 16 août 1907 à Paris 12e et morte le 3 juin 1977 à Cherbourg.
Sous le pseudonyme Serge Lebrail, elle a écrit de nombreuses chansons, notamment pour Fernandel, Dalida (Il venait d'avoir 18 ans),.
En 1962, à Paris, Simone Louise Léonie Joséphine Gaffié s'unit par le mariage avec le journaliste Raymond Lavigne, prenant, alors, le nom de Simone Lavigne pour son travail d'écrivain et la vie courante. Le couple ne sera séparé que par la mort de Simone.

## Publications
- Ça se corse pour l'Auvergnat, avec Raymond Lavigne, Authier,1977
- L'Auvergnat est dans les pommes, avec Raymond Lavigne, Authier, 1977
- L'Auvergnat n'aime pas la châtaigne, avec Raymond Lavigne, Authier, 1977
- L'Auvergnat à l'Elysée, avec Raymond Lavigne, Authier, 1977
- Salade niçoise pour l'Auvergnat, avec Raymond Lavigne, Authier, 1977
- L'Auvergnat marque un essai, avec Raymond Lavigne, Authier, 1978
- L'Auvergnat, du plomb dans les tripoux, avec Raymond Lavigne, Authier, 1978